# 邦隆
13°44′48″N 107°00′16″E / 13.746804°N 107.004519°E
邦隆是柬埔寨東北臘塔納基里省的首府。邦隆距離柬埔寨首都金邊636公里。臘塔納基里省接壤越南和老撾。全市大約有17,000人口及周邊地區有23,888人口的小鎮，1979年成為臘塔納基里省的首府，隨著紅色高棉倒台。資本從文塞(云西）遷至邦隆，以便於與越南貿易。1979年之前鎮被稱為Labansiek。這是一個相對熱鬧的商業中心;在周圍村莊的少數民族經常來市場上出售他們的商品。

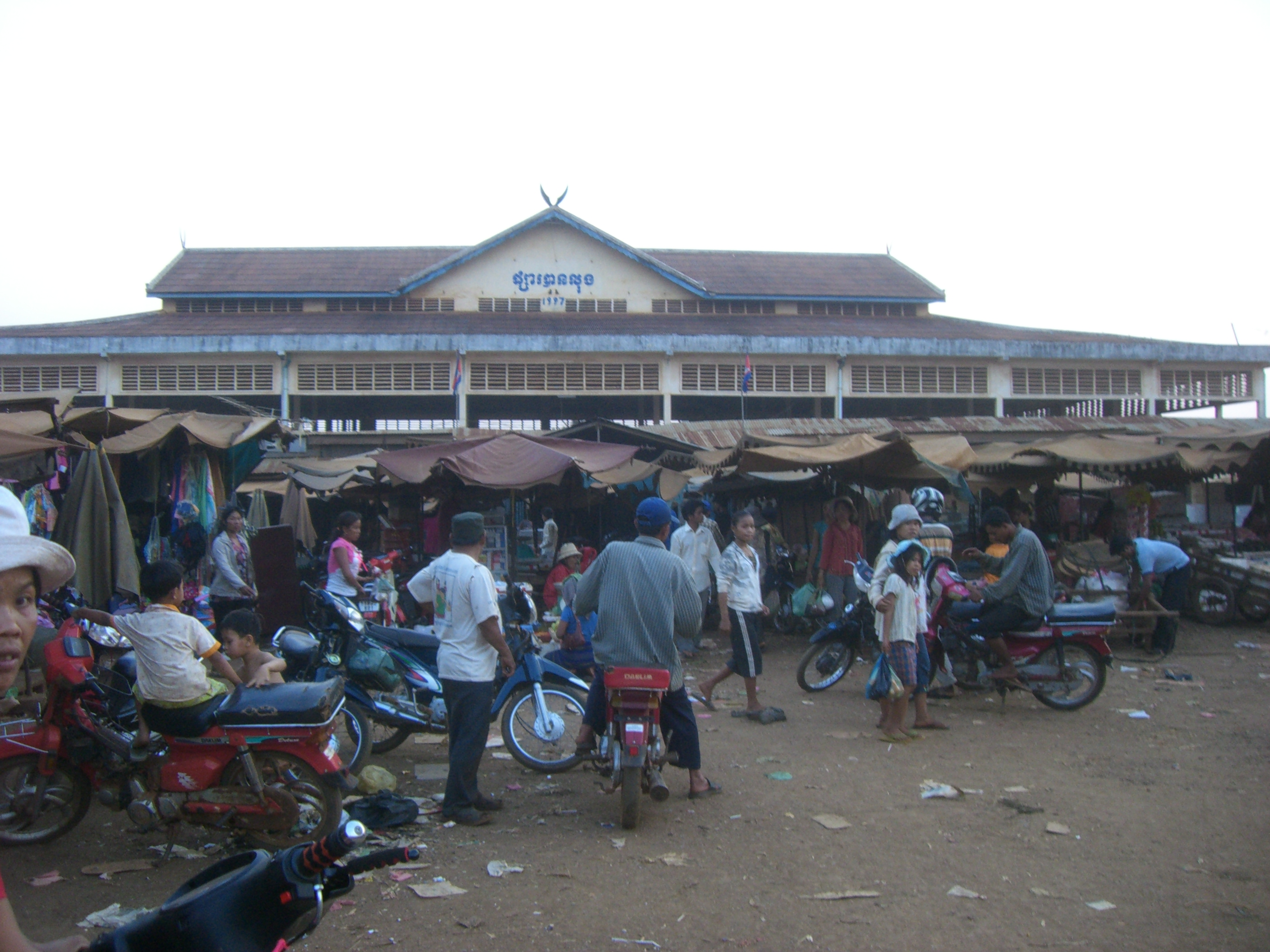
Banlung market

邦隆區包括3個社區16個村。

## 外部連結
Big Stories, Small Towns http://bigstories.com.au/#/town/banlung （页面存档备份，存于） an online documentary about the town of Banlung